# Qidu (köpinghuvudort i Kina, Zhejiang Sheng, lat 28,01, long 120,76)
Qidu (kinesiska: Ch’i-tu-t’u, 七都, 七都镇, 老涂) är en köpinghuvudort i Kina. Den ligger i provinsen Zhejiang, i den östra delen av landet, omkring 260 kilometer söder om provinshuvudstaden Hangzhou. Antalet invånare är 10 797. Befolkningen består av 5 211 kvinnor och 5 586 män. Barn under 15 år utgör 10,0 %, vuxna 15-64 år 76 %, och äldre över 65 år 13,0 %.
Närmaste större samhälle är Wenzhou, 9,5 km väster om Qidu. 
Genomsnittlig årsnederbörd är 2 185 millimeter. Den regnigaste månaden är juni, med i genomsnitt 294 mm nederbörd, och den torraste är januari, med 75 mm nederbörd.